# Дойчнойдорф
Дойчнойдорф (нім. Deutschneudorf) — громада в Німеччині, розташована в землі Саксонія. Входить до складу району Рудні Гори. Складова частина об'єднання громад Зайффен/Ерцгеб..
Площа — 12,00 км2. Населення становить 970 ос. (станом на 31 грудня 2020).

## Галерея

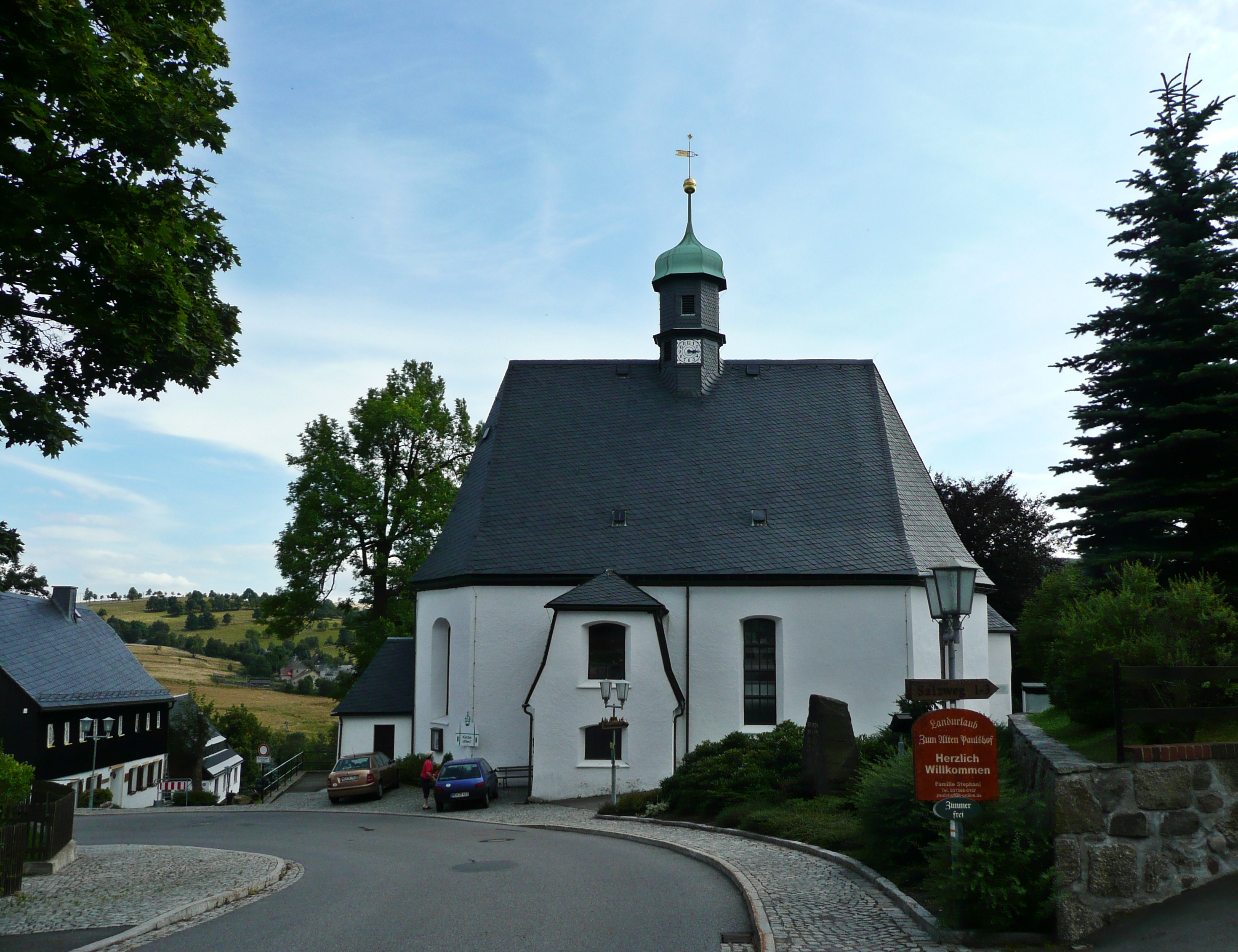
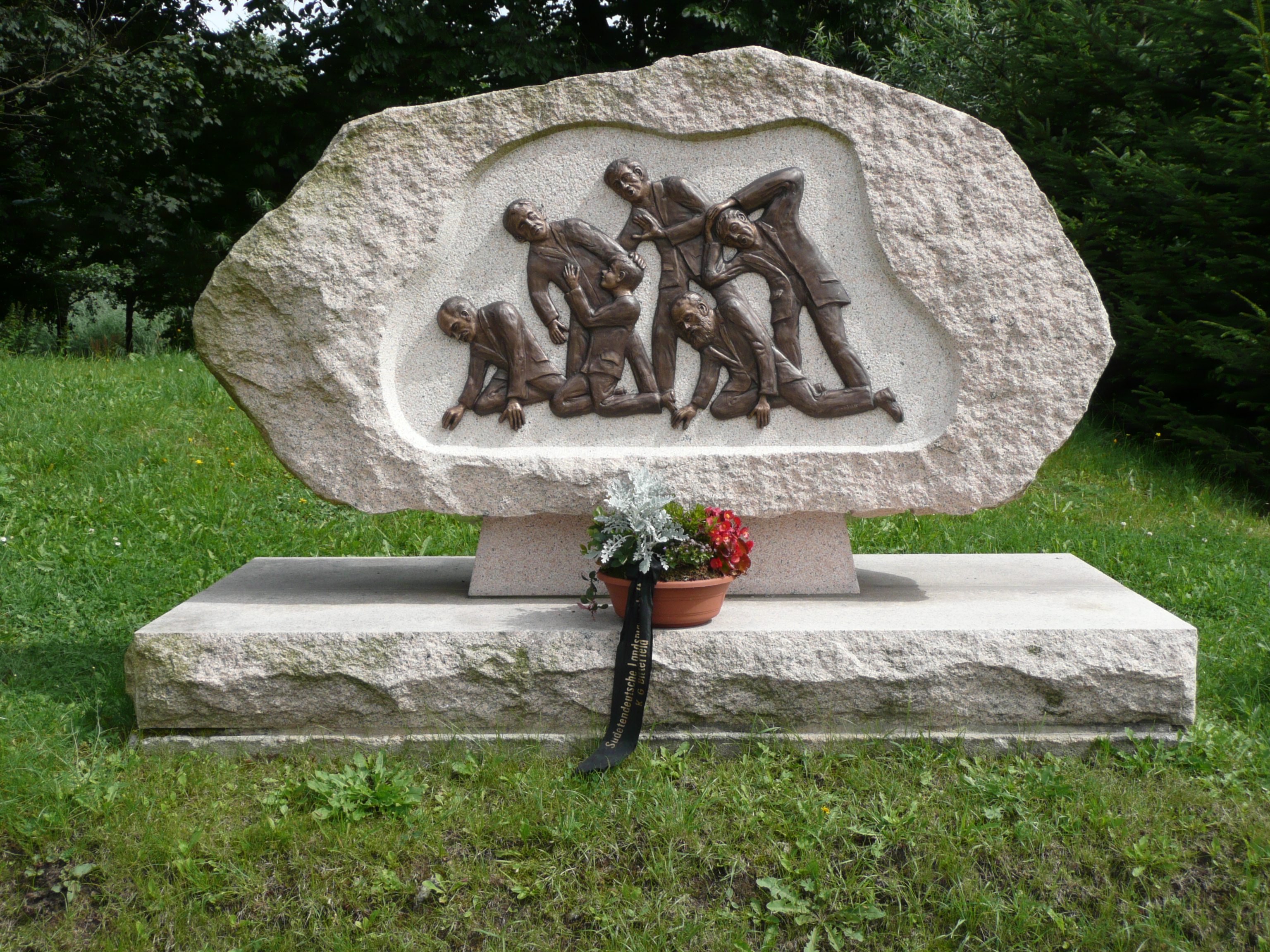
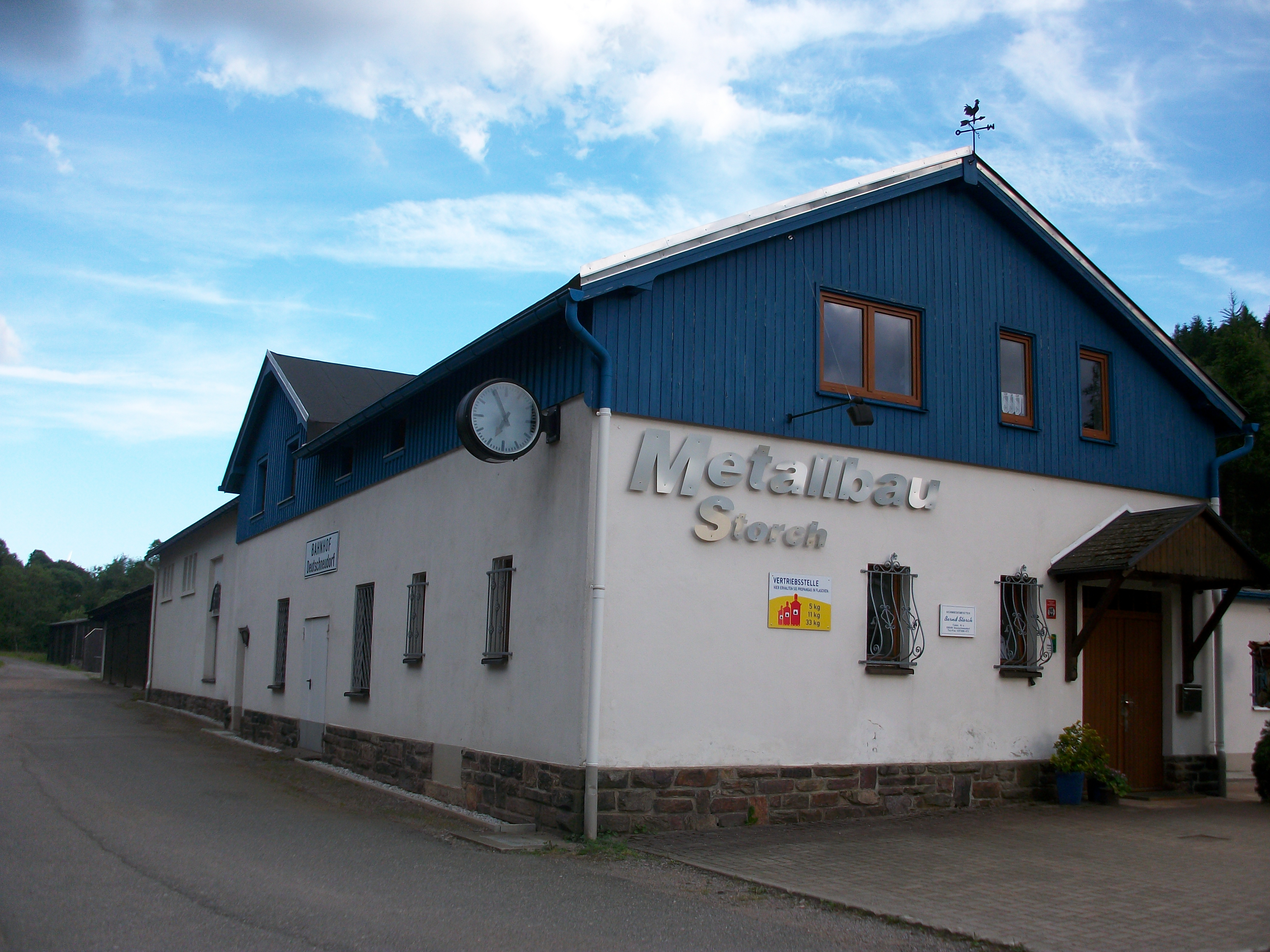